# World Games 2017/Beachhandball
Bei den World Games 2017 wurden vom 26. bis 29. Juli 2017 je einem Wettbewerb pro Geschlecht im Beachhandball durchgeführt.

## Hintergründe
Argentinien und die Gastgeber aus Polen gaben ihr Debüt im Rahmen der World Games bei einer internationalen Meisterschaft. Die beiden Mannschaften Brasiliens konnten ihre Titel verteidigen, wobei es beim Finale der Frauen zwischen Brasilien und Argentinien das erste Mal zu einem Endspiel ohne europäische Beteiligung kam. Neben Brasilien und den Gastgebern stellte nur noch Argentinien als Vertreter Ozeaniens Mannschaften beider Geschlechter.
| Frauen Details | Wrocław, Polen | Brasilien | 2:0 | Argentinien | Spanien | 2:1 | Norwegen |
| Männer Details | Wrocław, Polen | Brasilien | 2:1 | Kroatien    | Katar   | 2:1 | Ungarn   |

## Platzierungen
| Nation            | Frauen | Männer |
| ----------------- | ------ | ------ |
| Ägypten           | 0–     | 08     |
| Argentinien       | 02     | 0–     |
| Australien        | 06     | 06     |
| Brasilien         | 01     | 01     |
| Chinesisch Taipeh | 07     | 0–     |
| Katar             | 0–     | 03     |
| Kroatien          | 0–     | 02     |
| Norwegen          | 04     | 0–     |
| Polen             | 05     | 07     |
| Spanien           | 03     |        |
| Tunesien          | 08     | 0–     |
| Ungarn            | 0–     | 04     |
| Uruguay           | 0–     | 05     |
| Teilnehmerzahl    | 8      | 8      |

| Legende | Legende | Legende | Legende              |
| ------- | ------- | ------- | -------------------- |
| 1       | 2       | 3       | Podest-Platzierungen |
| 4       | 4       | 4       | vierter Halbfinalist |

## Schiedsrichter
Folgende acht Schiedsrichter-Duos waren während der World Games im Einsatz.
| Name                                    | Land         | Einsätze Finalrunde | Einsätze Finalrunde | Einsätze Finalrunde | Einsätze Finalrunde | Einsätze Finalrunde | Einsätze Finalrunde |
| Name                                    | Land         | Männer              | Männer              | Männer              | Frauen              | Frauen              | Frauen              |
| --------------------------------------- | ------------ | ------------------- | ------------------- | ------------------- | ------------------- | ------------------- | ------------------- |
| Name                                    | Land         | Viertelfinale       | Halbfinale          | Finalspiele         | Viertelfinale       | Halbfinale          | Finalspiele         |
| Michail Mertinian Evangelos Syrepsios   | Griechenland | HUN-URY             |                     | F / BRA-CRO         |                     |                     |                     |
| Anna Gaweł Edyta Jaworska               | Polen        | QAT-EGY             |                     |                     |                     |                     | F / ARG-BRA         |
| Irena Andjusić Anja Pantić              | Serbien      |                     |                     | P3 / HUN-QAT        | NOR-TPE             |                     |                     |
| Dávid Palkovits Gábor György Szilvási   | Ungarn       | AUS-CRO             |                     |                     |                     | ESP-BRA             | P5 / AUS-POL        |
| Luciano Cardone Sebastiano Manuele      | Italien      |                     | HUN-BRA             |                     | ARG-AUS             |                     | P7 / TPE-TUN        |
| Hasan Majed Hassan Shamsan Mohammad     | Bahrain      |                     |                     |                     | POL-ESP             |                     | P3 / NOR-ESP        |
| Khaled al-Heel Ali al-Yazeedi           | Katar        | POL-BRA             |                     | P5 / URY-AUS        |                     | NOR-ARG             |                     |
| Pablo Martinez Isola Luis Monico Ottado | Uruguay      |                     | CRO-QAT             | P7 / POL-EGY        | BRA-TUN             |                     |                     |